# Appeal to Possibility
Appeal to Possibility (englisch für „Appell an die Möglichkeit“; auch: Appeal to Probability, engl. für „Appell an die Wahrscheinlichkeit“) ist ein logischer Fehlschluss, der darin besteht, dass ein Ereignis als eingetreten angenommen wird, nicht weil Evidenz für dieses Eintreten vorgelegt wurde, sondern alleinig weil dieses Ereignis möglich ist, selbst wenn es beliebig unwahrscheinlich ist. Oftmals geht ein Appeal to Possibility auch mit einer subjektiven Überschätzung der Eintrittswahrscheinlichkeit des möglichen Ereignisses einher.

## Beispiele
„Da ist eine dunkle Wolke am Himmel. Dunkle Wolken künden Regen an. Es wird hier heute regnen.“ Die Schlussfolgerung ist falsch, da aus dunklen Wolken am Himmeln nicht folgt, dass es auch gleich zu regnen anfängt.
„Im Universum gibt es Milliarden von Galaxien mit Milliarden von Sternen. Also muss es einen anderen Planeten mit intelligentem Leben geben.“
„Die Chance, die Lotterie zu gewinnen, ist eins zu einer Million. Eine Million Lose wurden verkauft. Jemand muss gewonnen haben.“ In Wahrheit ist die Wahrscheinlichkeit, dass tatsächlich eine Person gewonnen hat, etwa {\displaystyle 1-(1-10^{-6})^{10^{6}}\approx 0.63}.
„Es gibt viele Hacker, die im Internet Würmer verteilen. Wenn du das Internet ohne Firewall benutzt, wirst du unausweichlich früher oder später gehackt.“
Brittany: Ich habe mich an keiner anderen Universität außer Harvard beworben.

Casey: Meinst du, das ist eine gute Idee? Du hast ja nur eine GPA-Note von 2,0, deine SAT-Punktzahl ist ziemlich schlecht und, ehrlich gesagt, die meisten denken, dass du nicht besonders helle bist.
Brittany: Willst du damit sagen, dass es für mich unmöglich ist, angenommen zu werden?
Casey: Nicht unmöglich, aber...
Brittany: Dann halt die Klappe.

## Appeal to Probabilityin der Rhetorik der Antike
Wie Kenneth Seeskin aufgewiesen hat, erscheint der Appeal to Probability als rhetorischer Kunstgriff markant bereits in Gorgias’ Verteidigung des Palamedes (grob um 400 v. Chr.). Palamedes war zu Unrecht des Hochverrats beschuldigt und gesteinigt worden. Anstatt Beweise für Palamedes’ Unschuld vorzubringen, hat Gorgias in seinem als Lehrrede konzipierten Werk aber argumentiert, dass Palamedes deshalb nicht schuldig sein könne, weil er mit einer so schrecklichen Tat nicht hätte weiterleben können. Die bloße Möglichkeit, dass eine schwere Schuldlast Palamedes am Weiterleben gehindert hätte, wird hier zur zweifelsfreien Gewissheit.
Wie Seeskin im Anschluss ausführt, ist es für einen geschickten Redner sehr einfach, ein beliebiges Ereignis als wahrscheinlich oder unwahrscheinlich hinzustellen und dann den falschen Schluss zu suggerieren, dass es tatsächlich (nicht) eintreten wird. Wenn ein Redner in einem solchen Kontext die Wahrscheinlichkeit bzw. Möglichkeit beschwört, so nicht, um seinen Zuhörern eine neue Information zur Verfügung zu stellen, sondern um sie zu überreden, ein Urteil auf der Grundlage der Vorurteile zu fällen, die sie bereits haben. Um eine Tatsache zu etablieren, muss man Beweise vorlegen; um eine bloße Wahrscheinlichkeit oder Möglichkeit zu etablieren, braucht der Redner dagegen nur eine Geschichte oder einen Witz zu erzählen.

## Appeal to Probability und Murphys Gesetz
Murphys Gesetz und Sods Gesetz wenden ironisierend einen Spezialfall des Appeal to Probability – nämlich die Vorhersage des Scheiterns einer Unternehmung durch menschliches Versagen – in eine pessimistische Lebensweisheit.